# 高久瞳
高久 瞳（たかく ひとみ、1982年3月26日 - ）は、日本のフリースタイル（カヌー・カヤック）選手。東京都杉並区出身。カヌー競技の世界選手権大会において、日本人、アジア人男女通じて史上初の金メダリスト。

## 来歴
富士見高校を経て成蹊大学文学部日本文学科を卒業。

22歳の夏、アウトドア好きの兄に誘われたことがきっかけで、すぐにフリースタイルカヤックに魅了され、年100日以上のペースで日本全国の川を巡るうちに海外の川でも漕いでみたいと思うようになり、世界大会への挑戦を決意した。
2011年より国内大会に出場。

2012年日本代表選手となりワールドカップへ初参戦。

2013年ワールドチャンピオンシップへ初参戦しK1種目で銀メダルを獲得。

2014年ワールドカップK1種目総合優勝を果たし、初めてワールドカップチャンピオンになった。

2015年ワールドチャンピオンシップで再びK1種目銀メダル・SQT種目で銀メダルを獲得。

2016年ワールドカップ二種目二試合で全て優勝。金メダルを4つ獲得し、K1種目・SQT種目とも完全優勝を果たす。

2017年ワールドチャンピオンシップでK1種目銅メダル、SQT種目銀メダルを獲得。

2018年ワールドカップでK1種目とSQT種目の2種目、2大会で金1個、銀2個、銅1個、計4つのメダルを獲得。

2019年世界選手権大会であるカヌーフリースタイル本大会で、ワールドチャンピオンシップK1種目にて、アジア人、日本人男女通じて初の金メダルを獲得、SQT種目でも銀メダルを獲得。

2022年世界選手権でK1種目で銀メダル、SQT種目で銅メダルを獲得。同年に実施されたワールドカップでもK1種目でも銀メダル、SQT種目で銀メダルを獲得。

2024年ワールドカップでK1種目で金メダルを獲得。初挑戦のC-1種目で銅メダルを獲得。

2025年一般人男性と結婚。

## エピソード
- 2019年世界選手権大会での金メダル獲得は、日本カヌー史における歴史的快挙であった。
- 落合みつをが応援歌「アンタレスの叫び」[5]を提供。ミュージックビデオには高久本人が登場している。[6]

## 主な戦績
| 年     | 大会                             | 結果                                                                           | 備考                                                   |
| ------ | -------------------------------- | ------------------------------------------------------------------------------ | ------------------------------------------------------ |
| 2012年 | アメリカワールドカップ           | 女子K-1 第1戦6位、第2戦13位、第3戦9位 も                                       |                                                        |
| 2013年 | アメリカ世界選手権               | 女子K-1 2位、女子SQT-1 4位                                                     |                                                        |
| 2014年 | フランス・スペインワールドカップ | 女子K-1 第1戦優勝、第2戦2位、第3戦優勝、女子SQT-1 第1戦3位、第3戦3位、総合優勝 | 女子K-1総合優勝、女子SQT-1総合3位                      |
| 2015年 | カナダ世界選手権                 | 女子K-1 2位、女子SQT-1 2位                                                     |                                                        |
| 2016年 | アルゼンチンワールドカップ       | 女子K-1 優勝（全戦全勝）、女子SQT-1 優勝（全戦全勝）                           | 女子K-1全戦全勝の完全優勝、女子SQT-1全戦全勝の完全優勝 |
| 2017年 | アルゼンチン世界選手権           | 女子K-1 3位、女子SQT-1 2位                                                     |                                                        |
| 2018年 | スペインワールドカップ           | 女子K-1 第1戦3位、第2戦2位、女子SQT-1 第1戦2位、第2戦優勝、総合優勝            | 女子K-1総合3位、女子SQT-1総合優勝                      |
| 2019年 | スペイン世界選手権               | 女子K-1 優勝、女子SQT-1 2位                                                    |                                                        |
| 2022年 | イギリス世界選手権               | 女子K-1 2位、女子SQT-1 3位、マスターズ女子K-1 40代優勝                         |                                                        |
| 2022年 | アメリカワールドカップ           | 女子K-1 第1戦2位、第2戦4位、女子SQT-1 2位                                      |                                                        |
| 2023年 | アメリカ世界選手権               | 女子K-1 4位、女子SQT-1 4位                                                     |                                                        |
| 2024年 | ドイツワールドカップ             | 女子K-1 第1戦4位、第2戦優勝、女子C-1 第1戦3位、第2戦6位、総合3位               | 女子K-1総合3位                                         |

## 受賞歴
- 第69回日本スポーツ賞　競技団体別最優秀賞（2019年）
- 第71回日本スポーツ賞　競技団体別最優秀賞（2022年）[7]